# Dreistreifiger Mondfleckspanner
Der Dreistreifige Mondfleckspanner (Selenia dentaria) ist ein Schmetterling (Nachtfalter) aus der Familie der Spanner (Geometridae). In der Literatur ist die Art zuweilen als Selenia bilunaria, Geometra illunaria oder Phalaena bilunaria zu finden.

## Merkmale

### Falter
Die Falter erreichen eine Flügelspannweite von 34 bis 45 Millimetern. Exemplare der zweiten Generation sind kleiner. Zwischen den Geschlechtern besteht farblich kein Unterschied. Die Flügelränder sind gezackt. Die Grundfarbe der Flügel variiert von gelbgrau über hellbraun bis hin zu rötlich braun. Auf der Vorderflügeloberseite heben sich drei dunkelbraune Querlinien ab, die sich auf den Hinterflügeln nur abgeschwächt fortsetzen. Im Saumfeld unterhalb des Apex ist ein großer brauner Halbmondfleck zu erkennen, der weißlich angelegt ist. Ein Diskalfleck fehlt. Auf den meist dunklen, rotbraunen Flügelunterseiten heben sich neben der breiten Querbänderung auch kleine pfeilförmige oder halbmondförmige weiße Flecke in der Diskalregion ab. Die Fühler der Männchen sind kräftig doppelt bewimpert, die der Weibchen kurz sägezähnig.

### Ei
Das Ei ist matt glänzend und hat eine länglich ovale Form. An den Seiten ist es leicht eingedrückt. Die Schalenstruktur ist netzartig und an den Knotenpunkten mit winzigen Warzen versehen. Frisch abgelegte Eier haben eine bräunlich gelbe Farbe, die sich kurz vor dem Schlüpfen der Raupen karminrot färben. Die Mikropylrosette ist 14-blättrig.

### Raupe
Ausgewachsene Raupen sind farblich sehr variabel und können in schwarzbraunen, rötlich braunen oder cremefarbenen Exemplaren erscheinen. Das sechste Körpersegment zeigt zwei parallele, kurze dunkelbraune Streifen auf dem Rücken. Auf dem siebenten und achten Körpersegment heben sich je zwei deutliche Höcker ab, was ihnen das Aussehen eines kleinen Zweiges mit Knospen verleiht und dadurch eine hervorragende Tarnung darstellt.

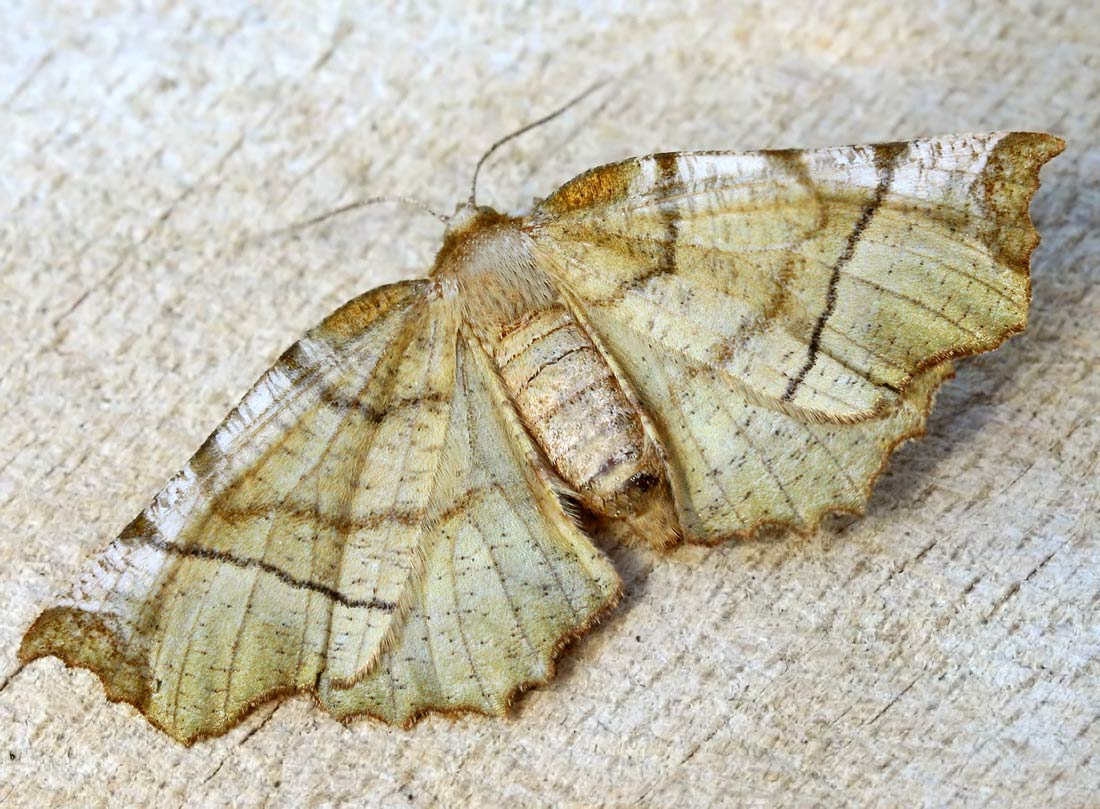
Weibchen
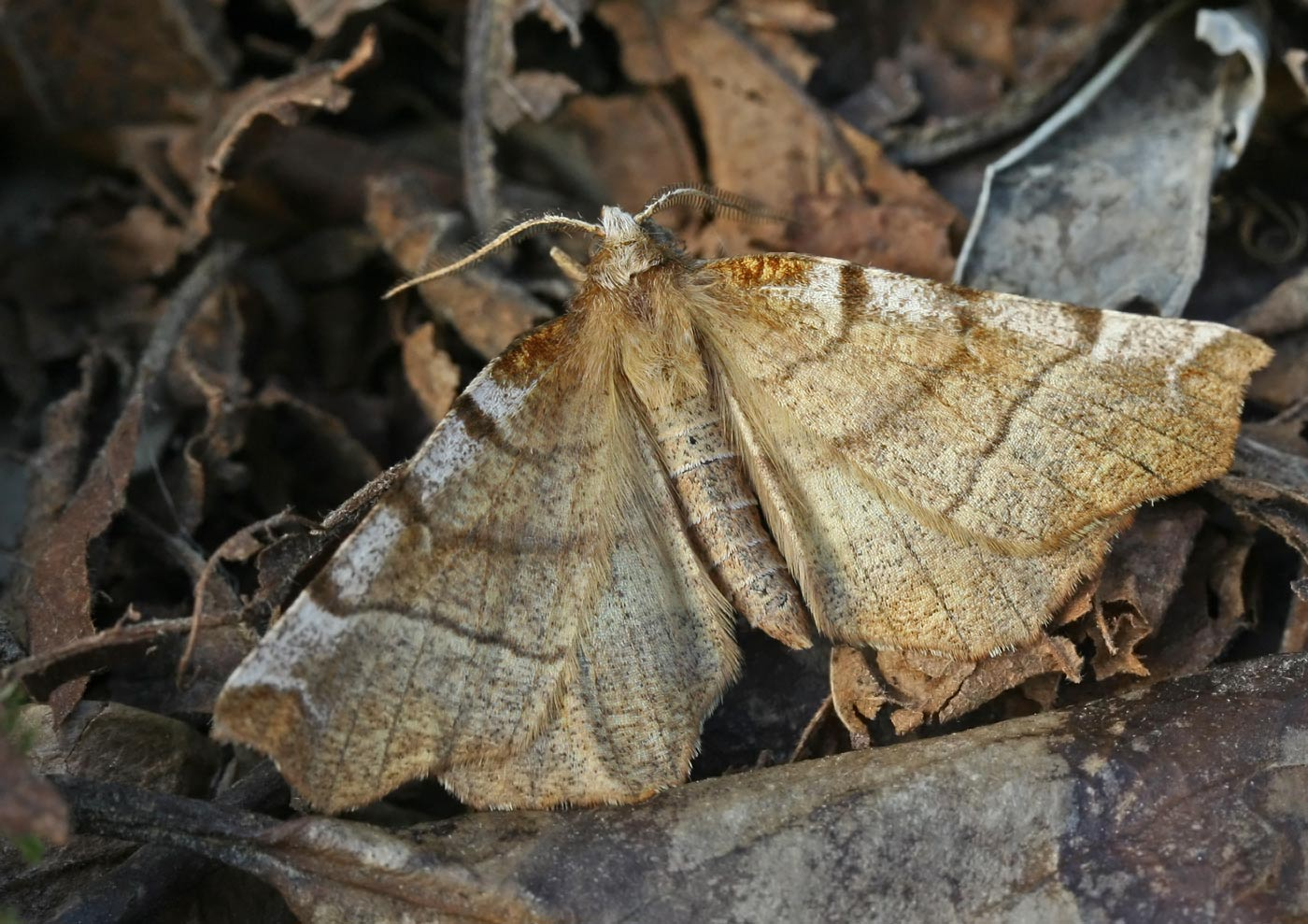
Männchen
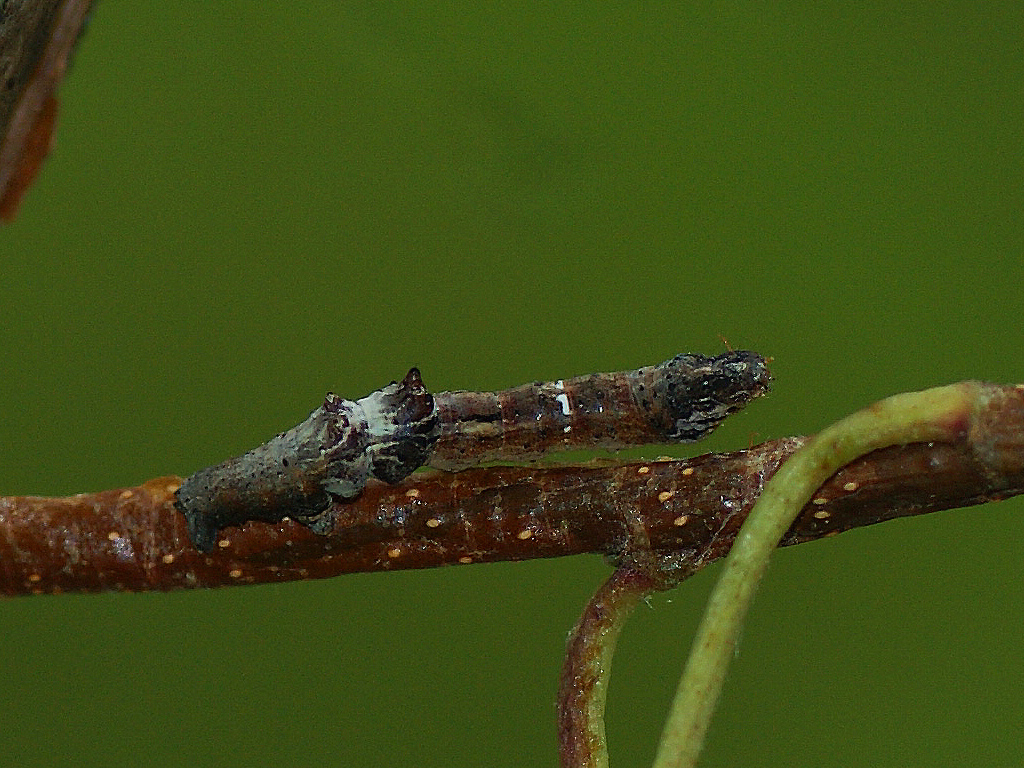
Schwarzbraune Raupe
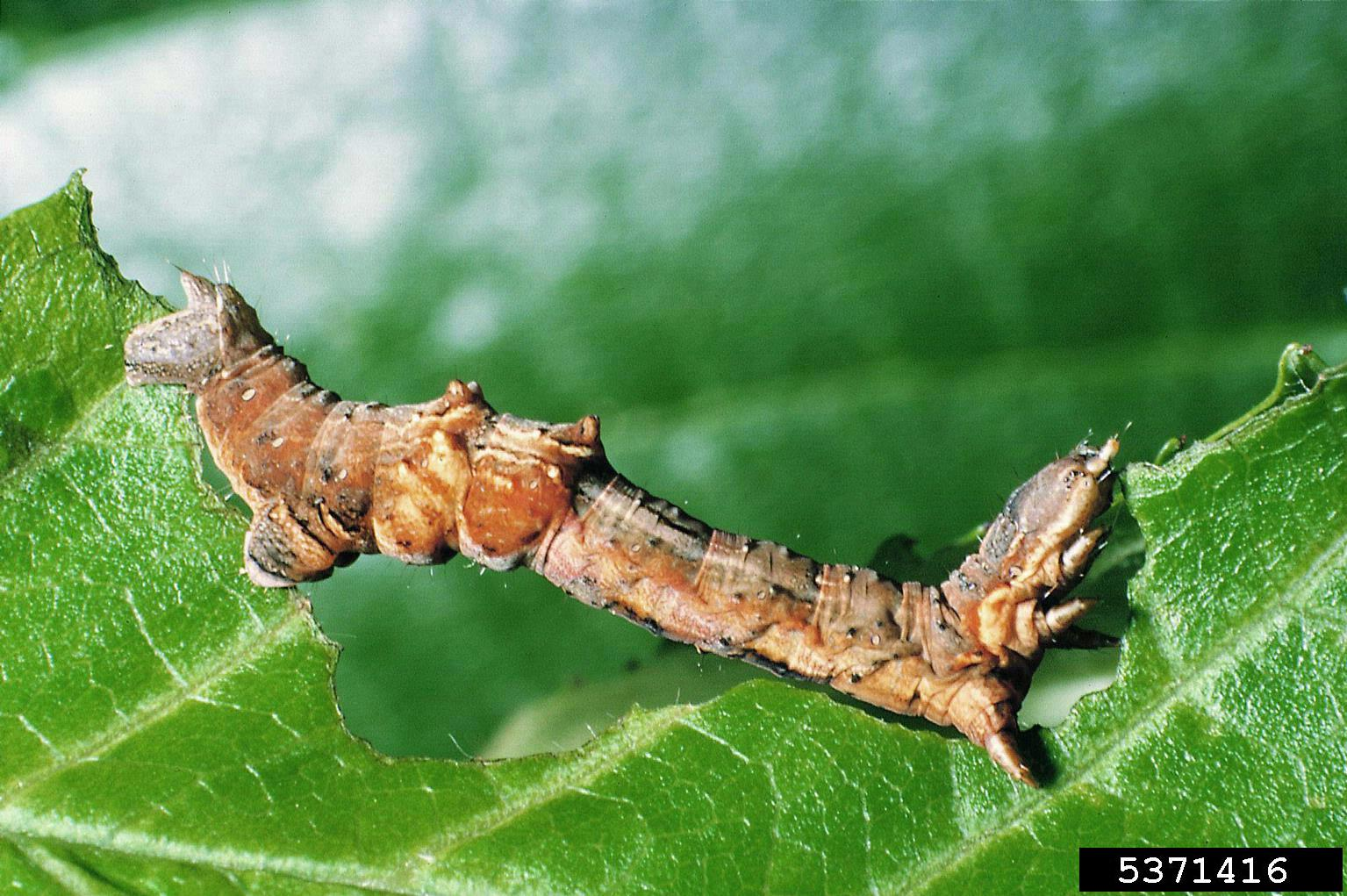
Rötlich braune Raupe
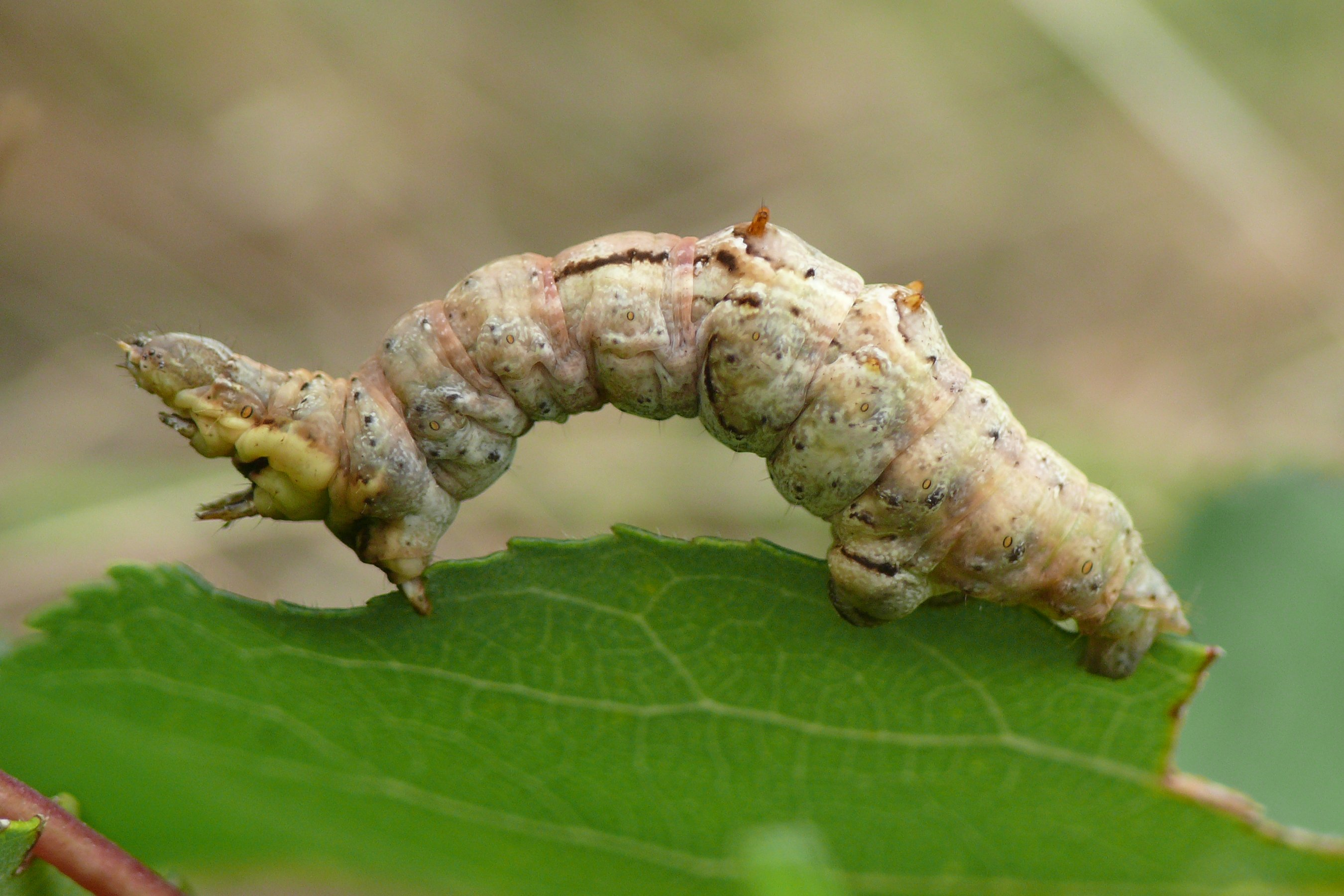
Cremefarbene Raupe

### Puppe
Die Puppe hat eine rotbraune Farbe, die Flügelscheiden sind schwarzbraun. Der Kremaster ist knopfförmig und zeigt mittig zwei lange sowie beiderseits mehrere kurze Hakenborsten.

### Ähnliche Arten
Beim Zweistreifigen Mondfleckspanner (Selenia lunularia)  sowie dem Violettbraunen Mondfleckspanner (Selenia tetralunaria) fehlt die mittlere Querlinie oder ist nur schwach angedeutet.

## Verbreitung und Lebensraum
Der Dreistreifige Mondfleckspanner ist in Europa bis zum Ural weit verbreitet. Er kommt außerdem in Sibirien, Kamtschatka, der Mongolei und im Norden Chinas vor. Hauptlebensraum sind lichte Laubwälder, buschige Heiden, Moore, Ufergebiete sowie Gärten und Parkanlagen. In den Alpen steigt die Art bis auf etwa 2000 Meter Höhe.

## Lebensweise
Die Falter sind nachtaktiv und fliegen in zwei Generationen, schwerpunktmäßig in den Monaten April und Mai sowie Juli und August. In den höheren Lagen der Alpen wird nur eine Generation gebildet, die im Juni und Juli fliegt. Sie erscheinen nachts an künstlichen Lichtquellen. Am Tag ruhen sie mit halb ausgebreiteten Flügeln in der Vegetation. Die Raupen ernähren sich polyphag von den Blättern verschiedener Laubhölzer, beispielsweise von Linden (Tilia), Ulmen (Ulmus), Eichen (Quercus ), Birken (Betula), Weiden (Salix), Weißdornen (Crataegus) und Heckenkirschen (Lonicera). Zu den Nahrungspflanzen zählen auch Himbeere (Rubus idaeus) und Heidelbeere (Vaccinium myrtillus). Die zweite Generation überwintert im Puppenstadium.

## Gefährdung
Der Dreistreifige Mondfleckspanner kommt in sämtlichen deutschen Bundesländern verbreitet, zuweilen zahlreich vor und wird auf der Roten Liste gefährdeter Arten als „nicht gefährdet“ eingestuft.